# Suchfernrohr
Ein Suchfernrohr (auch Sucher oder Sucherfernrohr genannt) ist ein kleines Fernrohr mit geringer Vergrößerung, das parallel zu einem größeren – dem Hauptfernrohr – montiert wird. Es erleichtert wegen seiner schwächeren Vergrößerung und dem dadurch größeren Sichtwinkel das Auffinden eines Objektes im Hauptfernrohr.

## Anwendung

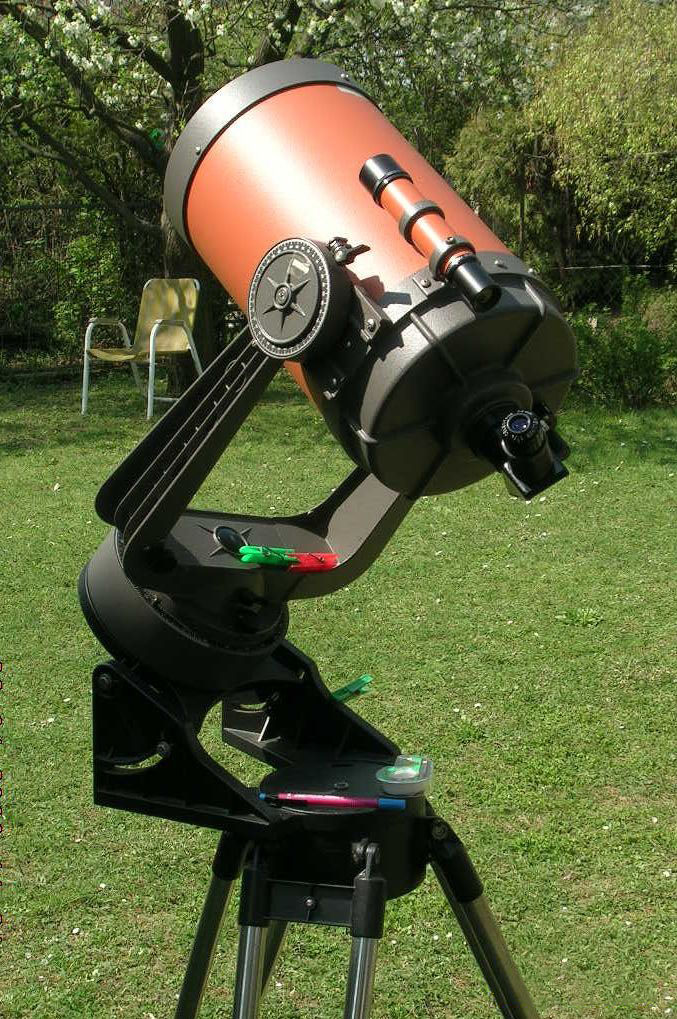
Spiegelteleskop (Achtzöller) mit Sucher

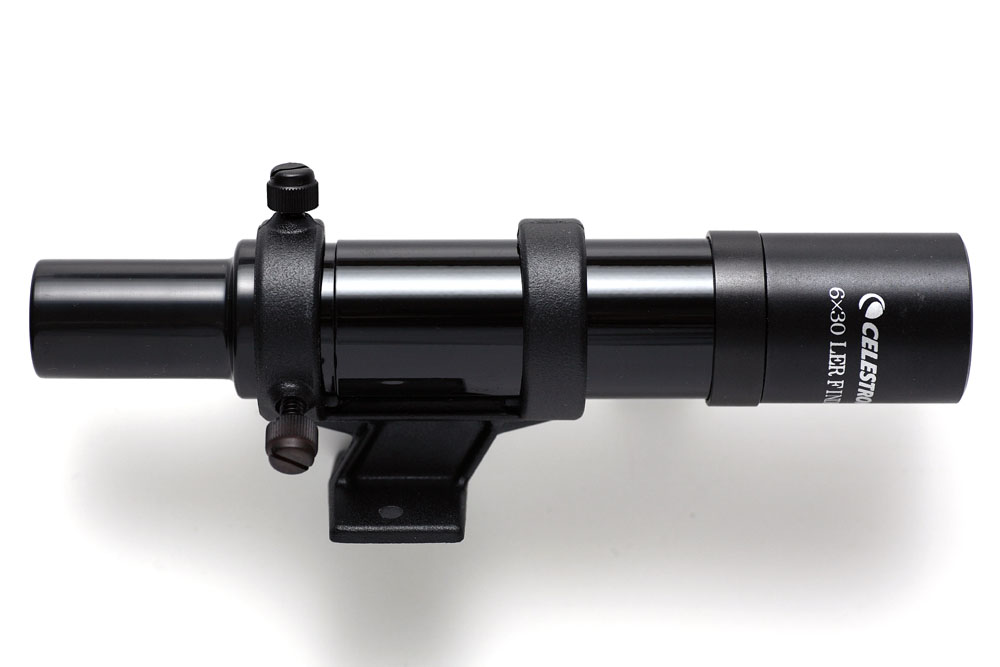
Einfaches Suchfernrohr 6 × 30

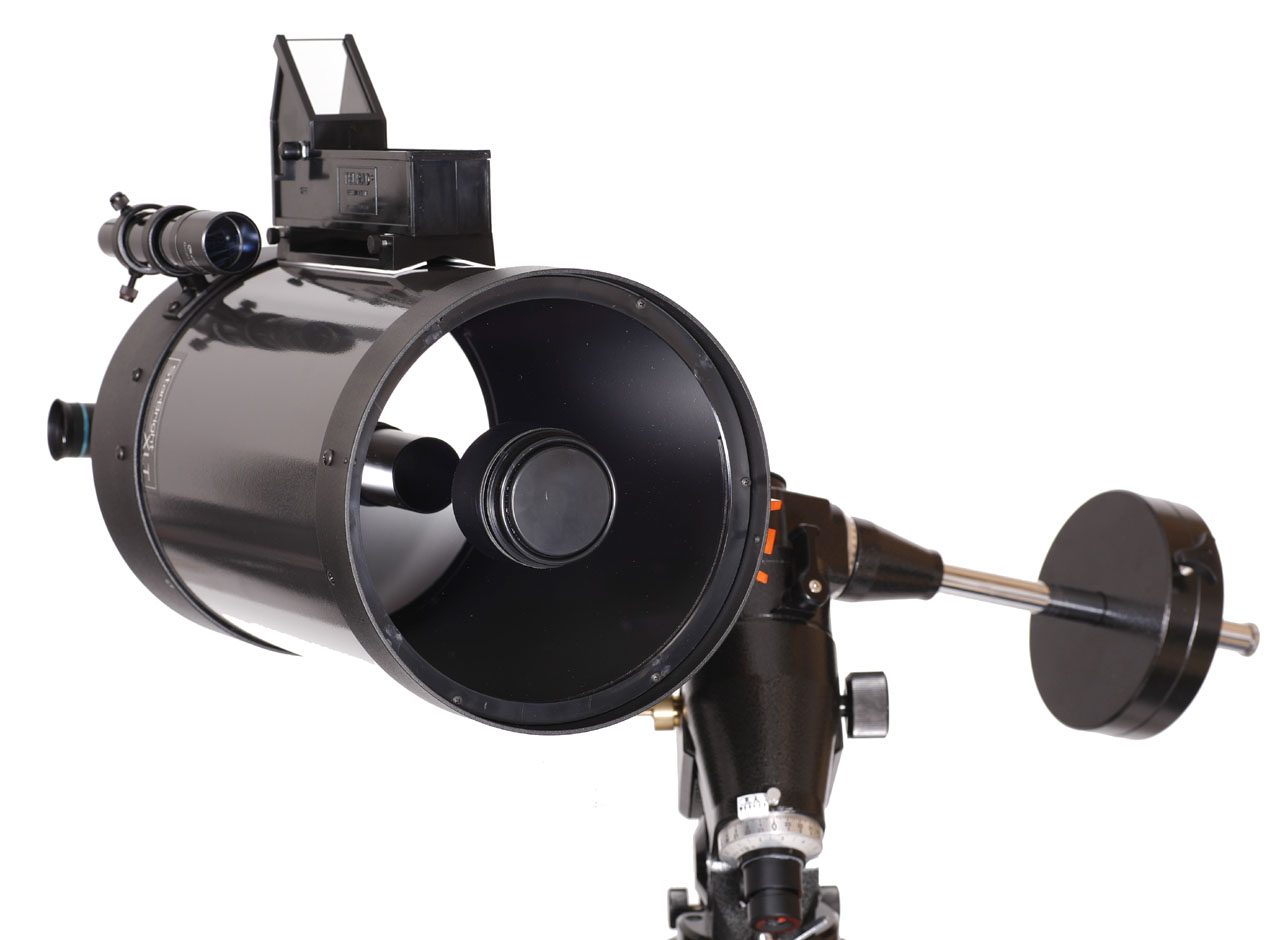
Suchfernrohr (oben links) und Telrad-Sucher auf einem Amateurteleskop

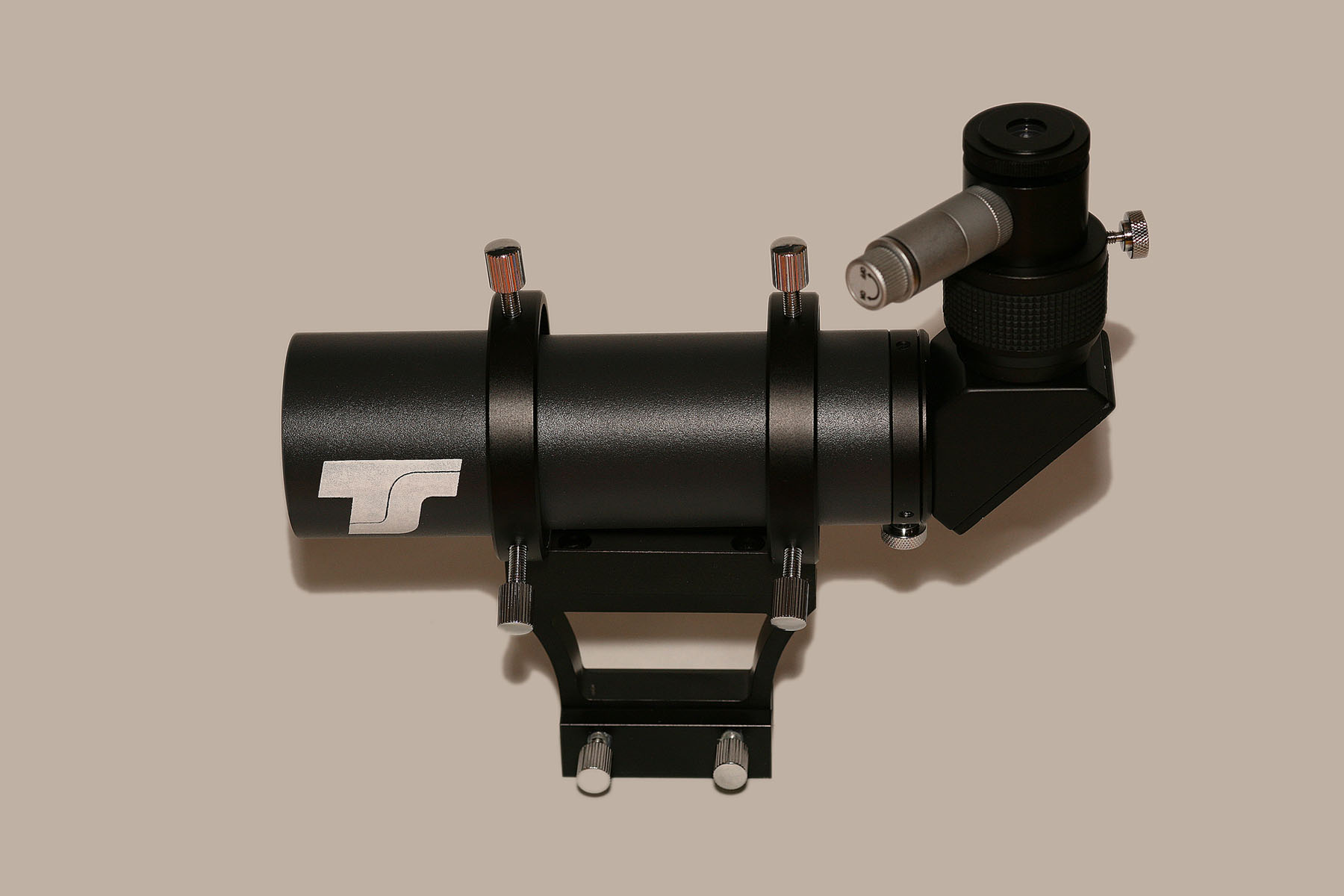
8×50-Suchfernrohr mit Amici-Prisma, beleuchtetem Fadenkreuzokular und Schnellverschluss

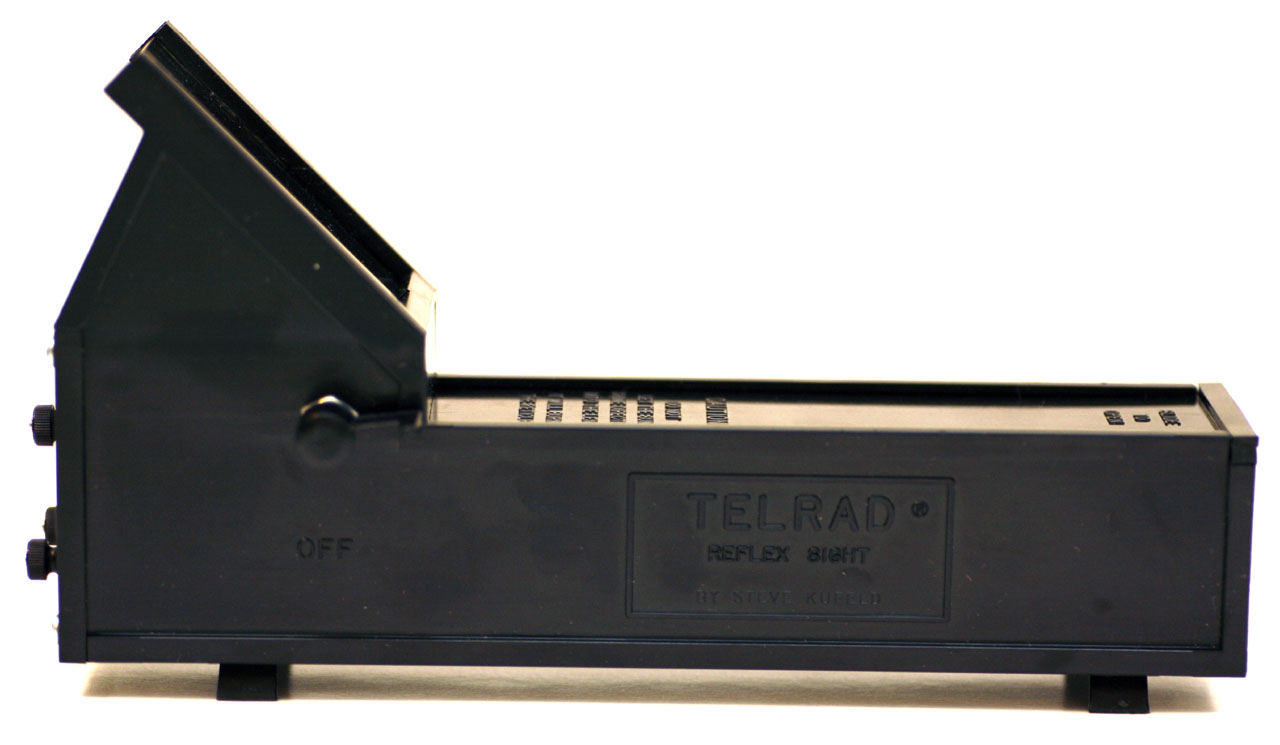
Telrad-Sucher, Einblick von links

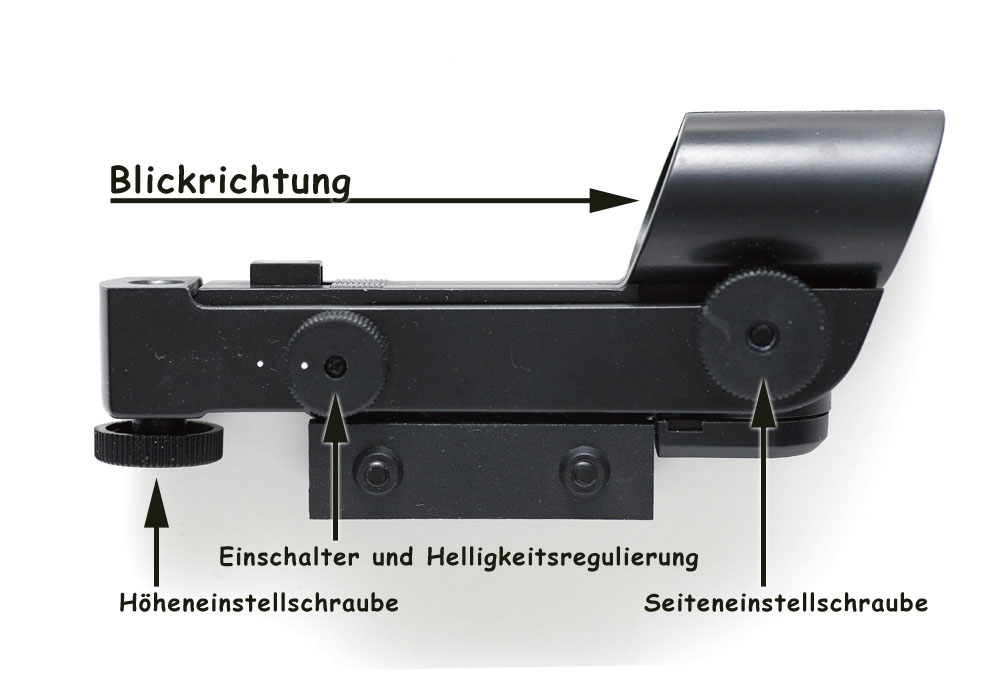
Leuchtpunktsucher; von links erfolgt der Einblick. Oben im "Rohr" befindet sich die Glasplatte.

Mittels Justierschrauben wird seine optische Achse parallel zu der des Hauptrohres gestellt. Im Strahlengang des Suchers ist meistens ein Fadenkreuz angebracht, das diese Justierung und die zentrische Einstellung des Gestirns erleichtert. Die meisten Sucher sind vom Typ Kepler-Fernrohr, so dass ihr Bild auf dem Kopf steht. Für astronomische Zwecke stört das nicht weiter und vermeidet Lichtverluste durch Umkehrsysteme. Ein Amici-Prisma, welches ein aufrechtes und seitenrichtiges Bild erzeugt und einen 90°-Einblick ermöglicht, erleichtert die Orientierung am Himmel.

## Vergrößerung
Auf Suchfernrohren finden sich (wie auch auf jedem Fernglas bzw. Feldstecher) Angaben zu Vergrößerung und Öffnung. So bedeutet 6 × 30 eine sechsfache Vergrößerung und 30 mm Objektivöffnung. Sucherfernrohre mit 5 × 25 oder 6 × 30 sind zwar häufig, aber eher lichtschwach; bessere Ergebnisse erzielt man mit einem 8×50-Fernrohr oder mehr. Bei Vergrößerungen ab 10× wird allerdings das Auffinden von Objekten immer schwieriger, da das Gesichtsfeld entsprechend kleiner wird, während eine größere Öffnung keine Nachteile (außer höherem Preis und Gewicht) hat. Der Vorteil größerer Öffnung liegt im besseren Lichtsammelvermögen und damit dem leichteren Auffinden lichtschwacher Objekte. Bei Teleskopen für Amateurastronomen ist daher vierfache bis maximal neunfache Vergrößerung üblich.

## Befestigung
Einfache Amateurteleskope verfügen meist nur über einen instabilen Sucher. Voraussetzung für eine problemlose Benutzung des Suchers ist aber eine stabile Befestigung mit dem Teleskop. Um Transportschäden zu vermeiden sollte der Sucher mit einem Schnellverschluss auf einer am Teleskop angebrachten Adapterschiene befestigt werden. Alternativ kann auf diesem Adapter ein anderer Sucher oder eine Kamera montiert werden.

## Verbreitung
Seit längerem sind fast alle astronomischen Fernrohre mit Einstellkreisen oder zunehmend mit digitaler Ansteuerung versehen, so dass der Sucher nicht mehr so oft verwendet werden muss wie früher. Für kleine Fernrohre oder solche mit geringer Vergrößerung (z. B. für Satellitenbeobachtung) genügt sogar ein Visier im Sinne von Kimme und Korn.
Auch gibt es Fernrohre, bei denen über einen Klappspiegel die Vergrößerung zum Aufsuchen umgestellt werden kann. Eine ähnliche Funktion kann evtl. ein Okularrevolver mit Wechselokularen übernehmen.

## Alternativen
Speziell für astronomische Beobachtungen in der Amateurastronomie gibt es noch weitere Einstellhilfen:
- Der Telrad-Sucher (eigene Seite)
- Der "Rigel-Quick-Finder", ein dem Telrad ähnelndes Gerät, allerdings mit nur zwei statt drei Teilkreisen. Im Gegensatz zum Telrad-Sucher ist der Quick-Finder weit weniger gegen Taubeschlag empfindlich, die Teilkreise verfügen über eine stufenlos regulierbare Pulsierfunktion. Durch das geringe Eigengewicht ist er besonders für Teleskope geeignet, bei denen es auf eine gute Balance ankommt (z. B. Dobson-Teleskope).
- Der Leuchtpunktsucher ist identisch mit dem Reflexvisier, ein Gerät, das einen Punkt auf eine speziell vergütete Glasoberfläche wirft. Durch die Vergütung ist das Rot des Leuchtpunktes gut zu erkennen. Durch den parallelen Strahlengang der Lichtquelle (meistens eine LED, deren Licht durch eine Glasfaser geführt wird) muss das Auge nicht auf den sehr nahen Punkt scharfstellen, sondern sieht den Stern durch das "Guckloch" genauso scharf wie den Leuchtpunkt. Diese Art von Einstellhilfe ist nur hilfreich bei auch mit bloßem Auge sichtbaren Objekten. Der Leuchtpunktsucher ist aber nach einer (einmaligen) Justage sehr präzise.

Spezielle Leuchtpunktsucher, wie der "PDA-Sucher" können wahlweise auch Zielkreise oder Zielkreuze darstellen.
- Wasserwaage mit Goto-Montierung: Mit der Wasserwaage wird das Teleskop auf den Zenit gerichtet, so dass die Synchronisation der Goto-Montierung ausreichend genau ist, um einen Stern sicher mit Hauptteleskop bzw. Kamera zu treffen.